# سهل سيبيريا الغربية

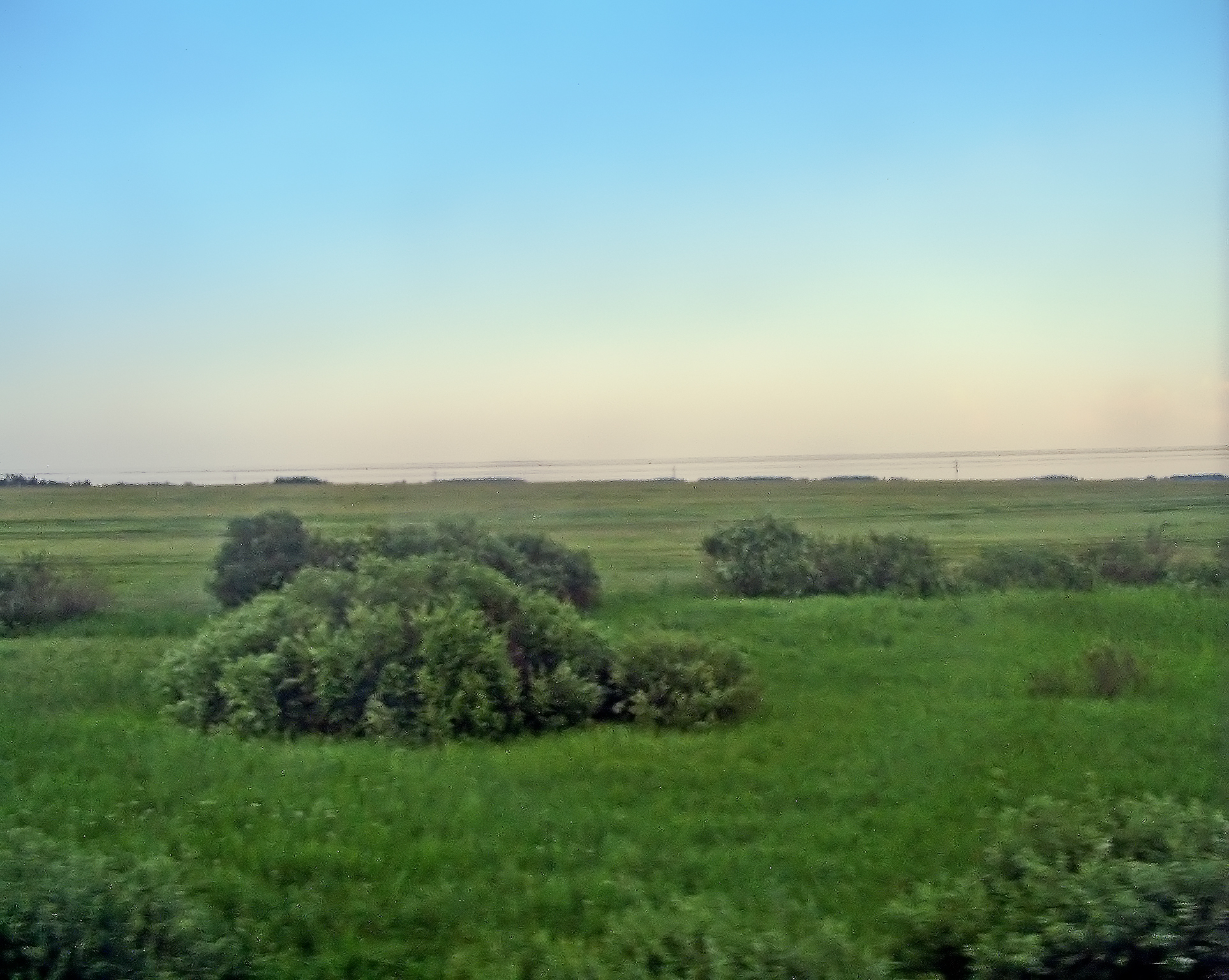
منظر سهل سيبيريا الغربية من محطة سكة حديد سيبيريا خارج تاتارسكايا (Tatarskaya)

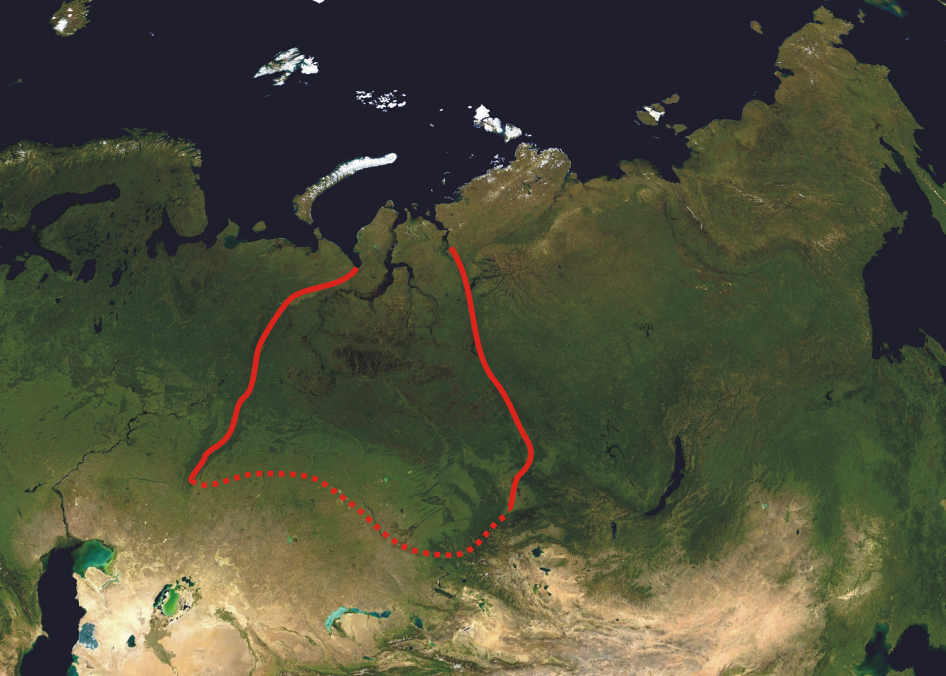
سهل سيبيريا الغربية على خريطة قمر صناعي لشمال آسيا

سهل سيبيريا الغربية، (الروسية: За́падно-Сиби́рская равни́на)، هو سهل كبير، يشغل الجزء الغربي من سيبيريا، ويمتد بين جبال الأورال في الغرب ونهر ينسي في الشرق، ويمر بجبال ألتاي في الجنوب الشرقي.
يتم استخدام أغلب السهل بشكل سيئ، ويتكون من مجموعة من أكبر المستنقعات في العالم، وبعض السهول الفيضية. ويضم بعض المدن المهمة مثل: مدينة أومسك، و نوفوسيبيرسك، و تشيليابينسك.

## معلومات جغرافية
يوجد سهل سيبيريا الغربية شرق جبال الأورال ويقع أغلبه على أرض روسيا. يغطي السهل مساحة 975000 ميل مربع. حيث تم وصفه بأنه أكبر مساحة "أرض منخفضة"، متكاملة في العالم؛ وتمتد نسبة تزيد عن 50% من السهل لأقل من 330 قدمًا (100 م) فوق مستوى سطح البحر- ويغطي مساحة تُقدر بحوالي 2.6-2.7 مليون كم مربع وهي تقريبًا ثلث مساحة سيبيريا، من شمالها لجنوبها ويأخذ 1490 ميلاً (2400 كم)، فيبدأ من المحيط المتجمد الشمالي أركتيك إلى سفاح جبال ألتاي، ومن غربها لشرقها ويأخذ 1180 ميلاً (1900 كم) فيبدأ من نهر ينسي إلى جبال الأورال.
يحتوي السهل على ثمان مناطق نباتية مختلفة: تندرا، وغابة تندرا، وتايغا الشمالية، ووسط تايغا، وجنوب تايغا، وغابة تايغا الفرعية، وغابة السهب، والسهب.
تتدرج أعداد أنواع الحيوانات في سهل سيبيريا الغربية، فتبدأ من 107 أنواع على الأقل في تندرا وتصل إلى 278 نوعًا أو أكثر في منطقة غابة السهب. يجري نهر ينسي الطويل من الجنوب إلى الشمال لمسافة قدرها 2195 ميلاً، ثم ينهي رحلته وقد أفرغ أكثر من 5 ملايين غالون ماء في الثانية. يجري النهران، نهر ينسي مع رافده أنجارا (Angara) مسافة 3435 ميلاً. ويُعتبر الوادي الذي كونه نهر ينسي خطًا فاصلاً واضحًا بين سهل سيبيريا الغربية وهضبة سيبيريا الوسطى. تمتد الرواسب الجليدية لتصل جنوبًا إلى تجمع نهري، أوبي وإيرتيش.

## الجيولوجيا
يتكون أغلب سهل سيبيريا الغربية من رواسب طميية حديثة، وهو منبسط جدًا بطريقة غير طبيعية. حيث يمكن أن يؤدي ارتفاع مستوى سطح البحر، بمقدار 50 مترًا، إلى غرق المنطقة بين المحيط المتجمد الشمالي ومدينة نوفوسيبيرسك.
فهي منطقة من قشرة الأرض عانت من الهبوط لمدة طويلة، وتكونت من رواسب أفقية منذ 65,000,000 عام مضت. كثير من الرواسب على هذا السهل تنتج من خزانات الثلج؛ فهي تعكس مجرى نهريًا، أوبي وينسي وتعيد توجيههما إلى بحر قزوين، وربما إلى بحر آرال أيضًا. تكثر المستنقعات على السهل وتكون التربة نسيجية خثه، وفي المنطقة الشمالية التي لا يوجد بها أشجار تكون التربة غير نسيجية.
يُعتبر السهل أحد أكبر المناطق التي تحتوي على مستنقعات في العالم، والتي تتصف بالمستنقع التراكمي. ومن المعروف أن مستنقع فازيوجان، هو أكبر مستنقع تراكمي فردي في العالم، ومساحته 20309 ميل مربع تقريبًا (51600 كم مربع).
وأدت الأراض العشبية الغنية الممتدة من سهوب كازاخ، إلى تكوين الحياة النباتية الأصلية (جميعها واضح الآن تقريبًا) في الجزء الجنوبي من السهل، حيث تختفي الطبقة الجليدية.
يغمر الفيضان أجزاء كبيرة من السهل في فصل الربيع، وبسبب المستنقعات يكون جزء كبير من مساحته غير صالح للزراعة.
الأنهار الرئيسية في سهل سيبيريا الغربية هي نهر أوبي، ونهر إيرتيش، ونهر ينسي. كما توجد أيضًا بحيرات ومستنقعات، بالإضافة إلى آبار نفط وغاز طبيعي. فكان أغلب الزيت والغاز الذي استخدمته روسيا في عامي 1970 و 1980 مُستخرجًا من هذه المنطقة.

## وصلات خارجية
- NASA Images: West Siberian Plain نسخة محفوظة 11 أكتوبر 2006 على موقع واي باك مشين.
- Topography and Drainage of Russia
- Peatlands of the World: Russia — Siberia